# El Playón de San Francisco
El Playón de San Francisco is een parochie (parroquia) in het noorden van Ecuador, in het kanton Sucumbíos van de provincie Sucumbíos. De parochie ligt in de uitlopers van de Andes. De plaats telde 1.248 inwoners op 2022.

## Achtergrond
De parochie werd op 29 januari 1949 opgericht en eert met de naam Sint Franciscus van Assisi, een katholieke heilige die bekendstaat om zijn liefde voor de natuur en levende wezens. Het gebied wordt gekenmerkt door bergen, vlaktes en bossen.

## Geboren in El Playón de San Francisco
- Jhonatan Narváez (1997), wielrenner
- Jefferson Alexander Cepeda (1998), wielrenner